# John Stachel
John Stachel (* 29. März 1928; † 9. Mai 2025) war ein US-amerikanischer Physiker und Wissenschaftshistoriker.

## Werdegang
Stachel promovierte 1958 zu einem Thema der Allgemeinen Relativitätstheorie am Stevens Institute of Technology. Nach Lehrpositionen an der Lehigh University und der University of Pittsburgh kam er 1964 zur Boston University, an der er bis zur Emeritierung Professor für Physik war.
Stachel wurde vor allem durch Arbeiten über die Geschichte der Relativitätstheorie und Albert Einstein bekannt. Er war Mitherausgeber der Collected Works von Einstein (ab 1987 bei Princeton University Press) und Leiter des Boston University Center for Einstein Studies. Mit Don Howard gab er die Buchreihe Einstein Studies heraus.

## Schriften
- Einsteins Annus Mirabilis- fünf Schriften, die die Welt der Physik veränderten, Rororo 2001, englisches Original Einsteins miraculous year- five papers that changed the shape of physics, Princeton University Press 2005 (fünf Arbeiten Einsteins aus dem Jahr 1905, kommentiert von Stachel)
- Einstein from B to Z, Birkhäuser 2002, Einstein Studies Bd. 9